# Georges de Schomberg
Pour les articles homonymes, voir Schomberg.
 (août 2023).
Si vous disposez d'ouvrages ou d'articles de référence ou si vous connaissez des sites web de qualité traitant du thème abordé ici, merci de compléter l'article en donnant les références utiles à sa vérifiabilité et en les liant à la section « Notes et références ».
 (août 2023).
La mise en forme du texte ne suit pas les recommandations de Wikipédia : il faut le « wikifier ».
Les points d'amélioration suivants sont les cas les plus fréquents :
- Les titres sont pré-formatés par le logiciel. Ils ne sont ni en capitales, ni en gras.
- Le texte ne doit pas être écrit en capitales (les noms de famille non plus), ni en gras, ni en italique, ni en « petit »…
- Le gras n'est utilisé que pour surligner le titre de l'article dans l'introduction, une seule fois.
- L'italique est rarement utilisé : mots en langue étrangère, titres d'œuvres, noms de bateaux, etc.
- Les citations ne sont pas en italique mais en corps de texte normal. Elles sont entourées par des guillemets français : « et ».
- Les listes à puces sont à éviter, des paragraphes rédigés étant largement préférés. Les tableaux sont à réserver à la présentation de données structurées (résultats, etc.).
- Les appels de note de bas de page (petits chiffres en exposant, introduits par l'outil «  Source ») sont à placer entre la fin de phrase et le point final[comme ça].
- Les liens internes (vers d'autres articles de Wikipédia) sont à choisir avec parcimonie. Créez des liens vers des articles approfondissant le sujet. Les termes génériques sans rapport avec le sujet sont à éviter, ainsi que les répétitions de liens vers un même terme.
- Les liens externes sont à placer uniquement dans une section « Liens externes », à la fin de l'article. Ces liens sont à choisir avec parcimonie suivant les règles définies. Si un lien sert de source à l'article, son insertion dans le texte est à faire par les notes de bas de page.
- La présentation des références doit suivre les conventions bibliographiques. Il est recommandé d'utiliser les modèles {{Ouvrage}}, {{Chapitre}}, {{Article}}, {{Lien web}} et/ou {{Bibliographie}}. Le mode d'édition visuel peut mettre en forme automatiquement les références.
- Insérer une infobox (cadre d'informations à droite) n'est pas obligatoire pour parachever la mise en page.

Pour une aide détaillée, merci de consulter Aide:Wikification.
Si vous pensez que ces points ont été résolus, vous pouvez retirer ce bandeau et améliorer la mise en forme d'un autre article.
Georges de Schomberg était un courtisan français, favori et soldat pendant les guerres de religion françaises. Né vers 1560, Schomberg était le frère du soldat français Gaspard de Schomberg, et participa avec lui à des missions diplomatiques. En 1578, il a combattu pour le duc de Guise dans le célèbre Duel des Mignons. Pendant le combat, il s'est confronté à Livarot et a réussi à asséner un coup violent à la tête de son adversaire, cependant Livarot a réagi en le poignardant au cœur, et il est décédé sur le champ de bataille.

## Jeunesse et famille
Georges de Schomberg est né vers 1560, fils de Wolf von Schönberg et de Brigitta von Schönberg.
Georges et son frère Gaspard étaient originellement d'ascendance saxonne. Leurs parents ont émigré en France. Gaspard a obtenu la naturalisation en tant que Français en 1570 et a combattu les Ottomans en Magyarország en 1566,.

## Règne de Charles IX
Pendant les années 1560, il a servi en tant que page auprès de Catherine de Médicis, avant d'accompagner Anjou, frère de Charles IX, lors de sa campagne contre les Protestants pendant la troisième guerre civile. Il a rejoint à cette époque la compagnie de cavalerie des reîtres dirigée par le comte de Bassompierre.
Il accompagnait souvent son frère lors de missions diplomatiques, comme à l'automne 1572, lorsqu'il et Gaspard ont voyagé ensemble vers le royaume de Pologne.
En 1573, alors qu'il menait le siège de La Rochelle, Anjou a été élu roi de Pologne. Schomberg l'a accompagné dans son nouveau pays et a servi en tant que membre de sa cour pendant son bref règne polonais, avant de revenir en France à la mort de Charles IX.

## Règne d'Henri III
Schomberg était un membre reconnu de l'entourage d'Henri depuis 1577, et il est mentionné comme l'un de ses mignons par le mémorialiste contemporain Jules Gassot.

### 'Duel des Mignons'
Les favoris d'Henri III, privés de leur cible par le départ d'Anjou de la cour, ont tourné leur attention vers les favoris de Henri Ier, duc de Guise. Le 27 avril à 5h00, les deux camps se sont rencontrés au marché aux chevaux, près de la porte Saint-Antoine, pour un duel illégal. Jacques de Caylus, le favori du roi, devait affronter Entraguet. Chacun a amené deux témoins, Caylus a amené Maugiron et Livarot, tandis qu'Entraguet a amené Ribérac et Schomberg. Ce duel marque la première fois que des témoins participent au combat d'un duel. Les équipes d'hommes se sont battues en utilisant des rapières. Schomberg est associé à Livarot et lui demande : « Ils se battent pour leur honneur, que devrions-nous faire ? » Livarot répond : « Battons-nous aussi pour notre honneur ». Lors du combat qui a suivi, Schomberg a réussi à lui asséner un coup violent à la tête avec sa rapière, une blessure pour laquelle Livarot mis plusieurs semaines à se rétablir. Livarot a rendu la pareille en portant un coup au cœur de Schomberg. Le combat a duré trois heures. Schomberg succombe à la blessure infligée par Livarot. Parmi les six combattants, seuls deux ont survécu à l'affrontement, Entraguet et Livarot. Des contemporains, comme François de la Noue, ont dénoncé ce duel en raison du gaspillage insensé de vies qu'il a coûté.

## Sources
- Pierre Chevallier, Henri III : Roi Shakespearien, Fayard, 1985
- Jean-Marie Constant, Les Guise, Hachette, 1984
- Albert Fraustadt, Geschichte des Geschlechtes von Schonberg Meissnischen Stammes, Salzwasser-Verlag GmbH, 1869
- Arlette Jouanna, Histoire et Dictionnaire des Guerres de Religion, Bouquins, 1998
- Robert Knecht, Hero or Tyrant? Henry III, King of France, 1574-1589, Routledge, 2016
- Nicolas Le Roux, La Faveur du Roi : Mignons et Courtisans au Temps des Derniers Valois, Champ Vallon, 2000

## References
1. ↑  Le Roux, Nicolas (2000). La Faveur du Roi: Mignons et Courtisans au Temps des Derniers Valois, p. 219. Champ Vallon.
2. ↑  Jouanna, Arlette (1998). Histoire et Dictionnaire des Guerres de Religion, p.1290. Bouquins.
3. ↑  Le Roux, Nicolas (2000). La Faveur du Roi: Mignons et Courtisans au Temps des Derniers Valois, p. 236. Champ Vallon.
4. ↑  Le Roux, Nicolas (2000). La Faveur du Roi: Mignons et Courtisans au Temps des Derniers Valois, p. 237. Champ Vallon
5. ↑  Jouanna, Arlette (1998). Histoire et Dictionnaire des Guerres de Religion, p. 1291. Bouquins.
6. ↑  Le Roux, Nicolas (2000). La Faveur du Roi: Mignons et Courtisans au Temps des Derniers Valois, p.240. Champ Vallon.
7. ↑  Le Roux, Nicolas (2000). La Faveur du Roi: Mignons et Courtisans au Temps des Derniers Valois, p.398. Champ Vallon